# Henry Wetherbee Henshaw
Henry Wetherbee Henshaw (Cambridge in Massachusetts, Verenigde Staten,  3 maart 1850  – Washington, D.C., 1 augustus 1930) was een Amerikaanse ornitholoog en etnoloog. Hij werkte voor het U.S. Bureau of Ethnology  en later als onderzoeker bij het Bureau of Biological Survey van het Amerikaanse ministerie van Landbouw. Hij was medeoprichter van de American Ornithologists' Union.

## Biografie
Henry W. Henshaw was de jongste van zeven kinderen. Zijn passie voor het verzamelen (dood maken) van vogels begon toen hij 10 tot 12 jaar oud was. Hij ging naar Cambridge High School om zich voor te bereiden op  toelating aan de Harvard-universiteit. William Brewster was een van Henshaws middelbare schoolvrienden en had toen al meer kennis van vogels dan Henshaw. Samen perfectioneerden ze hun vaardigheden in het  opzetten of tot balg prepareren van gedode vogels. Henshaw zag af van een universitaire studie (om gezondheidsredenen) en werd veldonderzoeker bij diverse Amerikaanse overheidsinstellingen.
Henshaw ondernam talloze reizen, waar hij veel onderzoekervaring opdeed. In juli 1872 nam hij deel als verzamelaar aan een Wheeler Survey-expeditie naar Provo in de staat Utah. In 1874 ondernam Henshaw een succesvolle expeditie naar Santa Fe in New Mexico en via de rivier de Gila naar de staat Arizona. Hier ontmoette hij Apachen en verzamelde hij meer dan 600 balgen voor het Smithsonian Institution. In 1880 kon hij gaan werken voor het Bureau of American Ethnology. Hij begon zijn antropologisch werk met het verzamelen van informatie over de inheemse bevolking van Amerika aan de Pacifische kust die werd gebruikt voor de volkstelling van 1880. Verder maakte hij studie van hun talen. De resultaten werden later in boeken gepubliceerd.
Henshaw was (samen met Brewster) de oprichter van de Nuttall Ornithological Club in 1873. Dit was de eerste vogelkundige vereniging in de Verenigde Staten. Later, in 1883, is deze club min of meer opgegaan in de American Ornithologists' Union (AOU), waarvan Henshaw bestuurslid werd. In 1888 werd hij directeur van het Bureau of Ethnology en redacteur van de American Anthropologist. In 1894 verhuisde hij naar Hawaï. Hij stortte zich daar op de fotografie, de bestudering van de inheemse bevolking en de endemische vogelfauna. Over de laatste schreef hij een monografie: Birds of the Hawaiian Islands.
In 1904 keerde Henshaw terug naar Washington, DC waar hij in 1905 een baan kreeg bij Bureau of Biological Survey van het Amerikaanse ministerie van Landbouw. Hier werkte Henshaw onder andere aan de wettelijke bescherming van vogels. Zijn boek Fifty Common Birds of Farm and Orchard verscheen in 1913 en werd een groot succes. Samen met politici zorgde hij voor de totstandkoning van een Migratory Bird Law (trekvogelwet) die in maart 1913 door de Amerikaanse president Woodrow Wilson werd ondertekend.
Henshaw ging in 1916 met pensioen.

## Nalatenschap
Henshaw heeft een groot aantal publicaties op zijn naam staan, zowel over vogels als over zijn onderzoek onder de inheemse bevolking van Amerika. Hij beschreef twee nieuwe vogelsoorten: Newells pijlstormvogel (Puffinus newelli) en de eilandstruikgaai (Aphelocoma insularis) en vier ondersoorten.
- Gemeinsame Normdatei: 11751747X
- International Standard Name Identifier: 0000 0001 0557 6832
- Library of Congress Control Number: no95000596
- Nationale bibliotheek van Australië: 35689864
- Nationale Bibliotheek van Israël: 987007441426705171
- Nederlandse Thesaurus van Auteursnamen: 174304307
- PIC: 294154
- SNAC: w65h88fq
- Système universitaire de documentation: 077161300
- Museum of New Zealand Te Papa Tongarewa: 23142
- Trove: 1043898
- Union List of Artist Names: 500090324
- Virtual International Authority File: 41419424
- WorldCat: E39PBJjMx6HkWQG8MFDTr4xFKd